# Tăng chloride máu
Tăng chloride máu là một dạng rối loạn điện giải, trong đó có một mức độ cao của các ion chloride trong máu. Phạm vi huyết thanh bình thường cho chloride là 96 đến 106 mEq/L, do đó nồng độ chloride ở mức hoặc trên 110 mEq/L thường biểu hiện rối loạn chức năng thận vì nó là một cơ quan điều chỉnh nồng độ chloride. Hiện tại không có triệu chứng cụ thể của tăng clo máu, tuy nhiên, nó có thể bị ảnh hưởng bởi nhiều bất thường gây mất chất lỏng điện giải, mất chất lỏng hạ huyết áp, hoặc tăng cường sử dụng natri chloride. Những bất thường này là do tiêu chảy, nôn mửa, tăng lượng natri chloride, rối loạn chức năng thận, sử dụng thuốc lợi tiểu và tiểu đường. Tăng clo máu không nên nhầm lẫn với nhiễm toan chuyển hóa hyperchloremic như toan chuyển hóa hyperchloremic được đặc trưng bởi hai thay đổi lớn: giảm nồng độ pH trong máu và bicarbonate, cũng như tăng nồng độ chloride trong máu. Thay vào đó, những người bị nhiễm toan chuyển hóa hyperchloremic thường dễ mắc chứng tăng cholesterol máu.
Mức độ tăng chloride trong máu trong các bệnh viện gần đây đã được nghiên cứu trong lĩnh vực y tế vì một trong những nguồn điều trị chính tại các bệnh viện là quản lý dung dịch nước muối. Trước đây, các mô hình động vật có hàm lượng clo cao, có nhiều dấu hiệu viêm, thay đổi huyết áp, tăng co thắt thận, và lưu lượng máu thận cũng như lọc cầu thận ít hơn, tất cả đều khiến các nhà nghiên cứu điều tra xem những thay đổi này có thể tồn tại ở bệnh nhân hay không. Một số nghiên cứu đã báo cáo một mối quan hệ có thể có giữa mức độ chloride tăng lên và tử vong hoặc tổn thương thận cấp tính ở những bệnh nhân bị bệnh nặng có thể thường xuyên đến bệnh viện hoặc có những lần thăm khám kéo dài. Có những nghiên cứu khác đã không tìm thấy mối quan hệ nào. Khi nghiên cứu tiếp tục, điều quan trọng là phải bao gồm một số mẫu bệnh nhân lớn, dân số bệnh nhân đa dạng và một loạt các bệnh viện đa dạng tham gia vào các nghiên cứu này.